# Marseillette

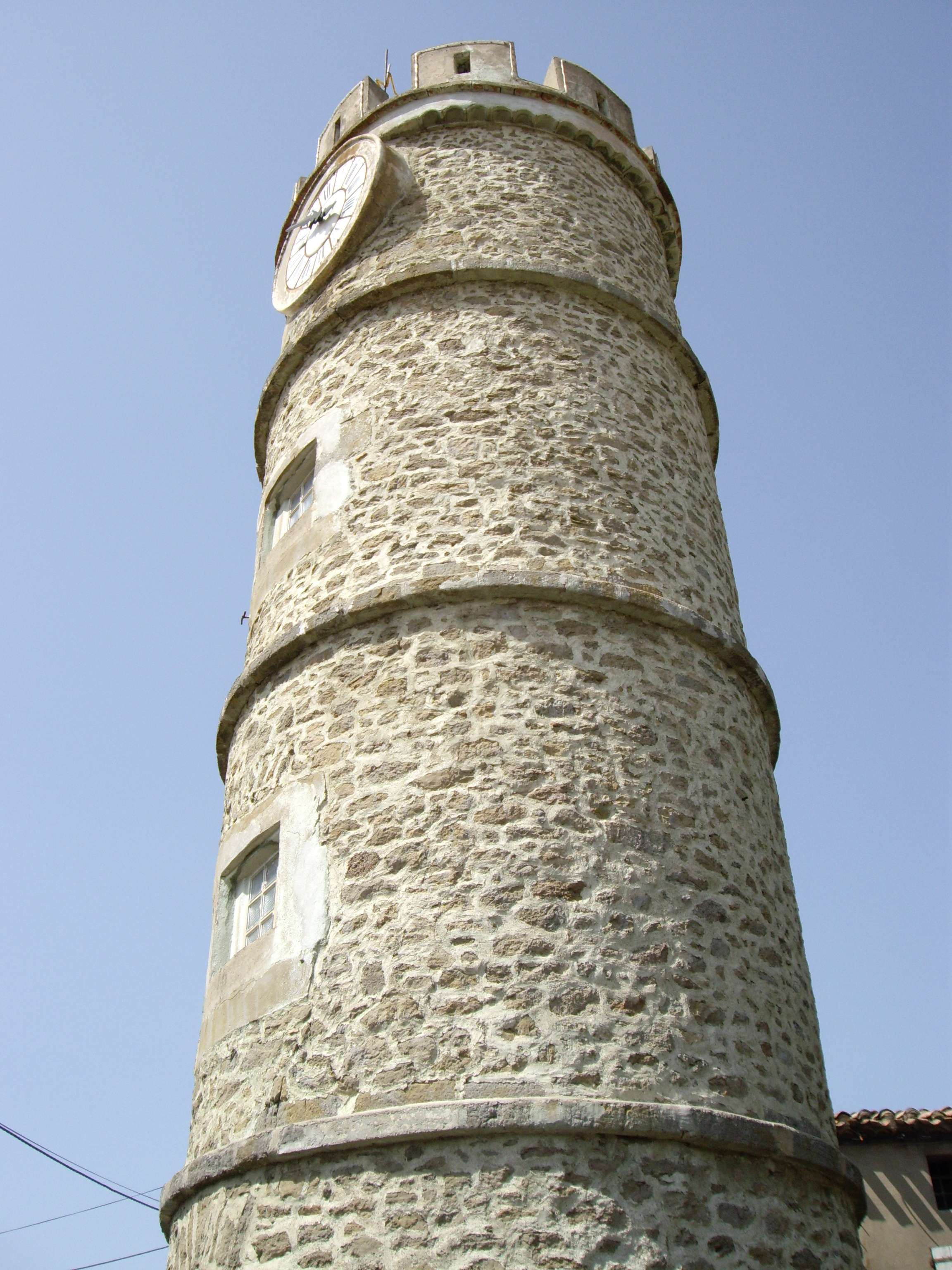
Tour de l'horloge.

Marseillette  est une commune française située dans le nord du département de l'Aude, en région Occitanie.
Sur le plan historique et culturel, la commune fait partie du Minervois, un pays de basses collines qui s'étend du Cabardès, à l'ouest, au Biterrois à l'est, et de la Montagne Noire, au nord, jusqu'au fleuve Aude au sud. Exposée à un climat méditerranéen, elle est drainée par le canal du Midi, l'Aude, le ruisseau de Mayrac et par deux autres cours d'eau. La commune possède un patrimoine naturel remarquable composé de trois zones naturelles d'intérêt écologique, faunistique et floristique. 
Marseillette est une commune rurale qui compte 706 habitants en 2022. Elle fait partie de l'aire d'attraction de Carcassonne. Ses habitants sont appelés les Marseillettois ou  Marseillettoises.

## Géographie
Commune située dans l'aire urbaine de Carcassonne sur l'ancienne route nationale 610 entre Trèbes et Puichéric.

### Communes limitrophes
Les communes limitrophes sont  Aigues-Vives, Badens, Barbaira, Blomac, Capendu et Trèbes.
La commune possède un hexapoint avec Aigues-Vives, Saint-Frichoux, Rieux-Minervois, Puichéric et Blomac, marqué par la borne 53 dans l'ancien étang de Marseillette.
|                  | Aigues-Vives | Saint-Frichoux, Rieux-Minervois, Puichéric, (par un hexapoint) |
| Badens           | Marseillette | Blomac                                                         |
| Trèbes, Barbaira | Capendu      |                                                                |

### Hydrographie
La commune est dans la région hydrographique « Côtiers méditerranéens », au sein du bassin hydrographique Rhône-Méditerranée-Corse. Elle est drainée par le canal du Midi, l'Aude, le ruisseau de Mayrac, le ruisseau des Canals et le ruisseau du Saut, qui constituent un réseau hydrographique de 11 km de longueur totale,.
Le canal du Midi, d'une longueur totale de 239,8 km, est un canal de navigation à bief de partage qui relie Toulouse à la mer Méditerranée depuis le xviie siècle.
L'Aude, d'une longueur totale de 223,59 km, prend sa source dans la commune des Angles et s'écoule du sud vers le nord. Elle traverse la commune et se jette dans le golfe du Lion à Fleury, après avoir traversé 73 communes.

### Climat
Pour des articles plus généraux, voir Climat de l'Occitanie et Climat de l'Aude.
En 2010, le climat de la commune est de type climat méditerranéen franc, selon une étude s'appuyant sur une série de données couvrant la période 1971-2000. En 2020, Météo-France publie une typologie des climats de la France métropolitaine dans laquelle la commune est exposée à un climat méditerranéen et est dans la région climatique Provence, Languedoc-Roussillon, caractérisée par une pluviométrie faible en été, un très bon ensoleillement (2 600 h/an), un été chaud (21,5 °C), un air très sec en été, sec en toutes saisons, des vents forts (fréquence de 40 à 50 % de vents > 5 m/s) et peu de brouillards.
Pour la période 1971-2000, la température annuelle moyenne est de 14,9 °C, avec une amplitude thermique annuelle de 16,3 °C. Le cumul annuel moyen de précipitations est de 693 mm, avec 8,5 jours de précipitations en janvier et 3,7 jours en juillet. Pour la période 1991-2020, la température moyenne annuelle observée sur la station météorologique la plus proche, située sur la commune d'Arquettes-en-Val à 11 km à vol d'oiseau, est de 14,3 °C et le cumul annuel moyen de précipitations est de 820,2 mm,. Pour l'avenir, les paramètres climatiques de la commune estimés pour 2050 selon différents scénarios d'émission de gaz à effet de serre sont consultables sur un site dédié publié par Météo-France en novembre 2022.

### Milieux naturels et biodiversité
L’inventaire des zones naturelles d'intérêt écologique, faunistique et floristique (ZNIEFF) a pour objectif de réaliser une couverture des zones les plus intéressantes sur le plan écologique, essentiellement dans la perspective d’améliorer la connaissance du patrimoine naturel national et de fournir aux différents décideurs un outil d’aide à la prise en compte de l’environnement dans l’aménagement du territoire.
Deux ZNIEFF de type 1 sont recensées sur la commune :
le « cours moyen de l'Aude à Marseillette » (237 ha), couvrant 7 communes du département, et 
l'« étang de Marseillette » (528 ha), couvrant 3 communes du département
et une ZNIEFF de type 2, : 
l'« ancien étang de Marseillette » (2 070 ha), couvrant 6 communes du département.

Carte des ZNIEFF de type 1 et 2 à Marseillette.
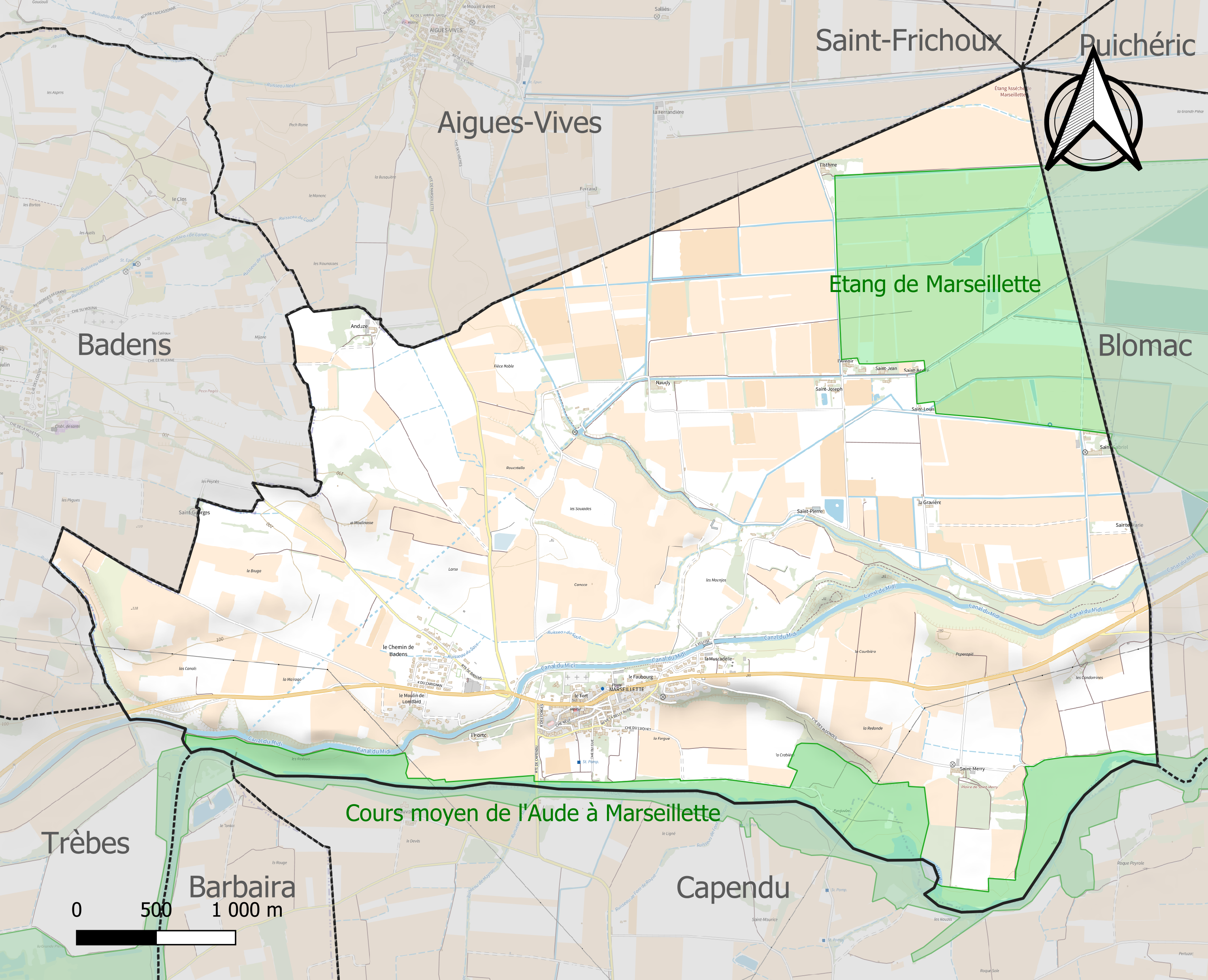
Carte des ZNIEFF de type 1 sur la commune.
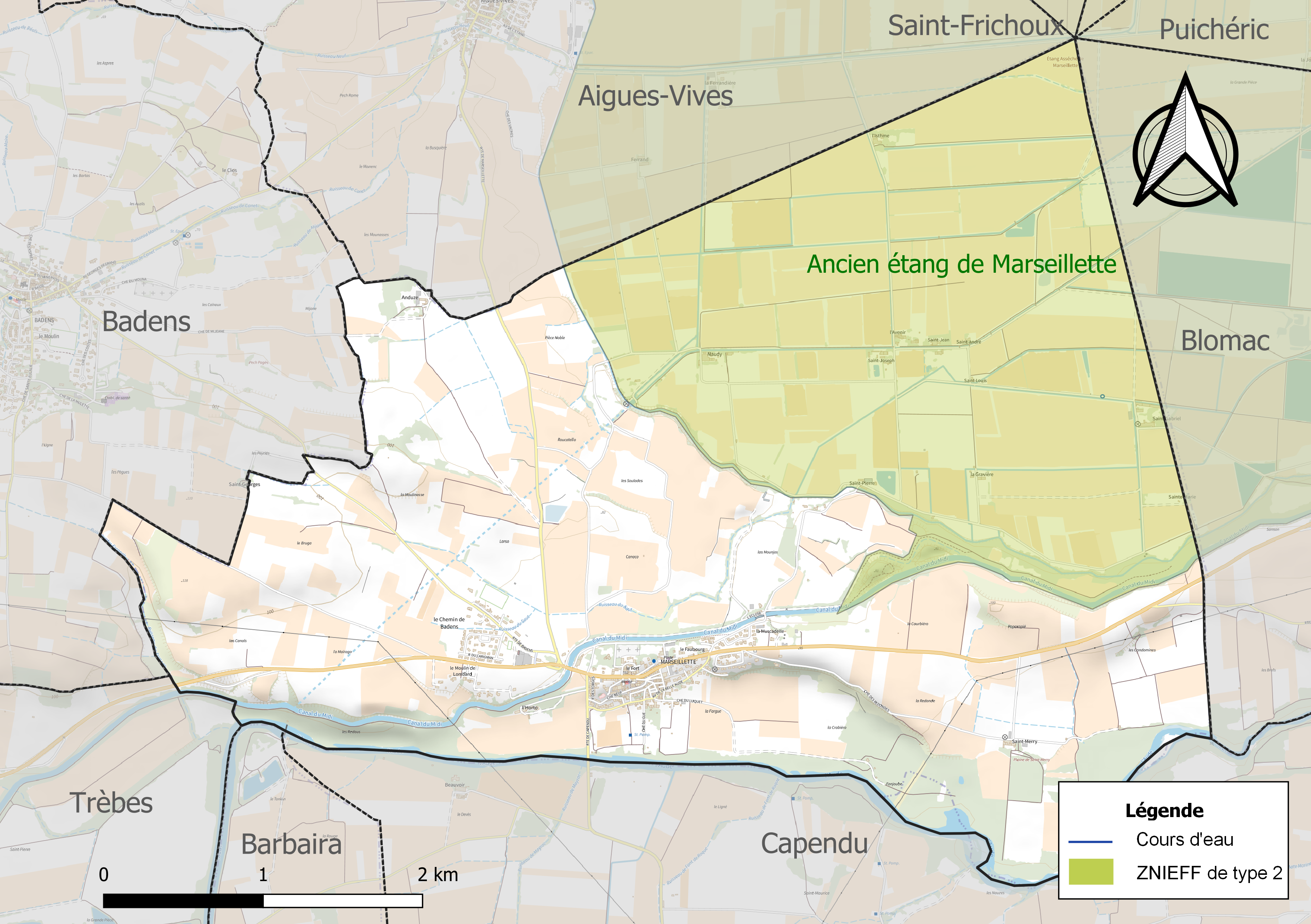
Carte de la ZNIEFF de type 2 sur la commune.

## Urbanisme

### Typologie
Au 1er janvier 2024, Marseillette est catégorisée bourg rural, selon la nouvelle grille communale de densité à 7 niveaux définie par l'Insee en 2022.
Elle est située hors unité urbaine. Par ailleurs la commune fait partie de l'aire d'attraction de Carcassonne, dont elle est une commune de la couronne,. Cette aire, qui regroupe 115 communes, est catégorisée dans les aires de 50 000 à moins de 200 000 habitants,.

### Occupation des sols
L'occupation des sols de la commune, telle qu'elle ressort de la base de données européenne d’occupation biophysique des sols Corine Land Cover (CLC), est marquée par l'importance des territoires agricoles (93 % en 2018), une proportion sensiblement équivalente à celle de 1990 (93,2 %). La répartition détaillée en 2018 est la suivante : 
cultures permanentes (82,7 %), terres arables (7,6 %), forêts (3,9 %), zones urbanisées (3,1 %), zones agricoles hétérogènes (2,8 %). L'évolution de l’occupation des sols de la commune et de ses infrastructures peut être observée sur les différentes représentations cartographiques du territoire : la carte de Cassini (XVIIIe siècle), la carte d'état-major (1820-1866) et les cartes ou photos aériennes de l'IGN pour la période actuelle (1950 à aujourd'hui).

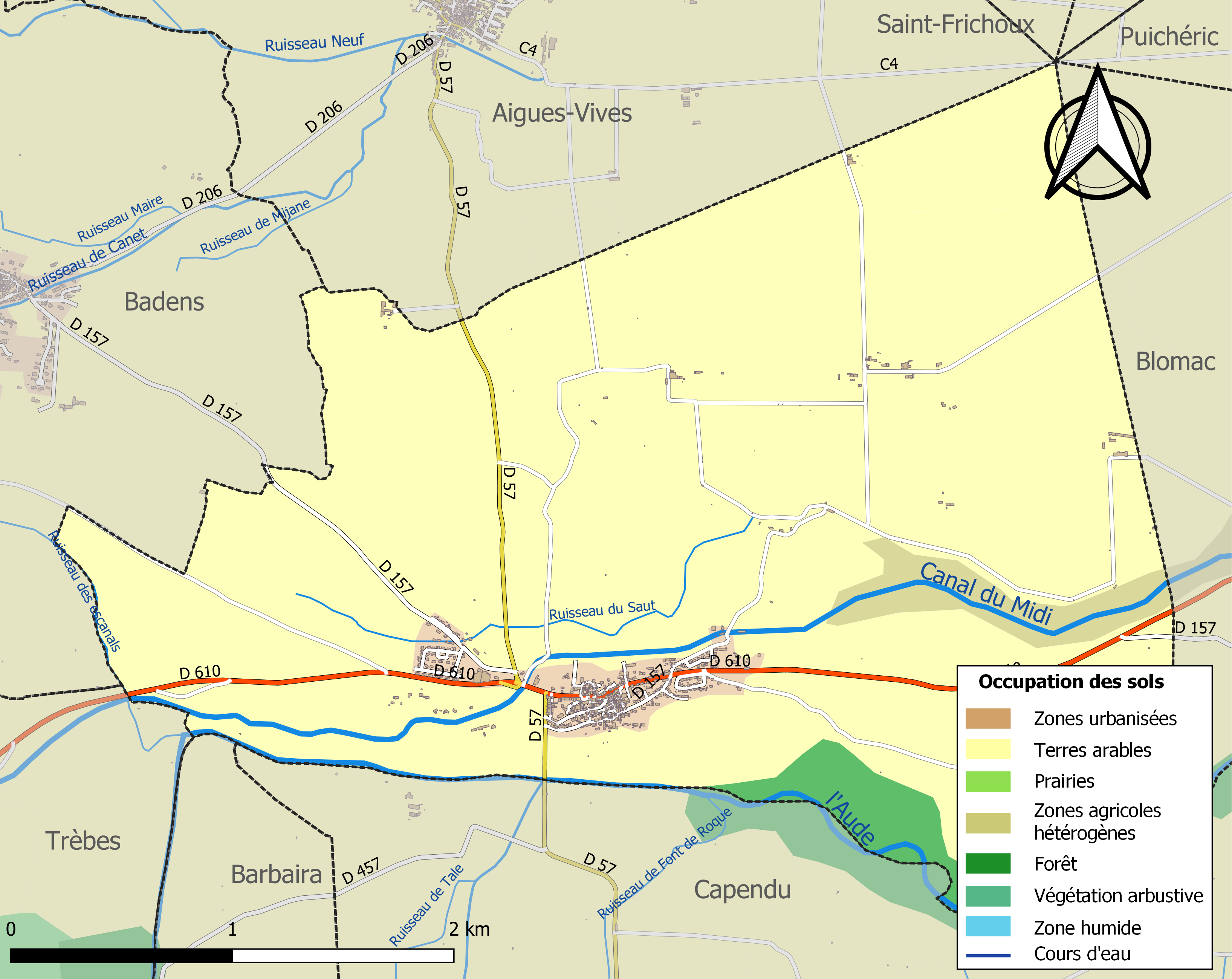
Carte des infrastructures et de l'occupation des sols de la commune en 2018 (CLC).

### Risques majeurs
Le territoire de la commune de Marseillette est vulnérable à différents aléas naturels : météorologiques (tempête, orage, neige, grand froid, canicule ou sécheresse), inondations et séisme (sismicité faible). Il est également exposé à deux risques technologiques,  le transport de matières dangereuses et la rupture d'un barrage. Un site publié par le BRGM permet d'évaluer simplement et rapidement les risques d'un bien localisé soit par son adresse soit par le numéro de sa parcelle.

#### Risques naturels
Certaines parties du territoire communal sont susceptibles d’être affectées par le risque d’inondation par débordement de cours d'eau, notamment le canal du Midi et l'Aude. La commune a été reconnue en état de catastrophe naturelle au titre des dommages causés par les inondations et coulées de boue survenues en 1982, 1987, 1992, 1996, 1999, 2009 et 2018,.

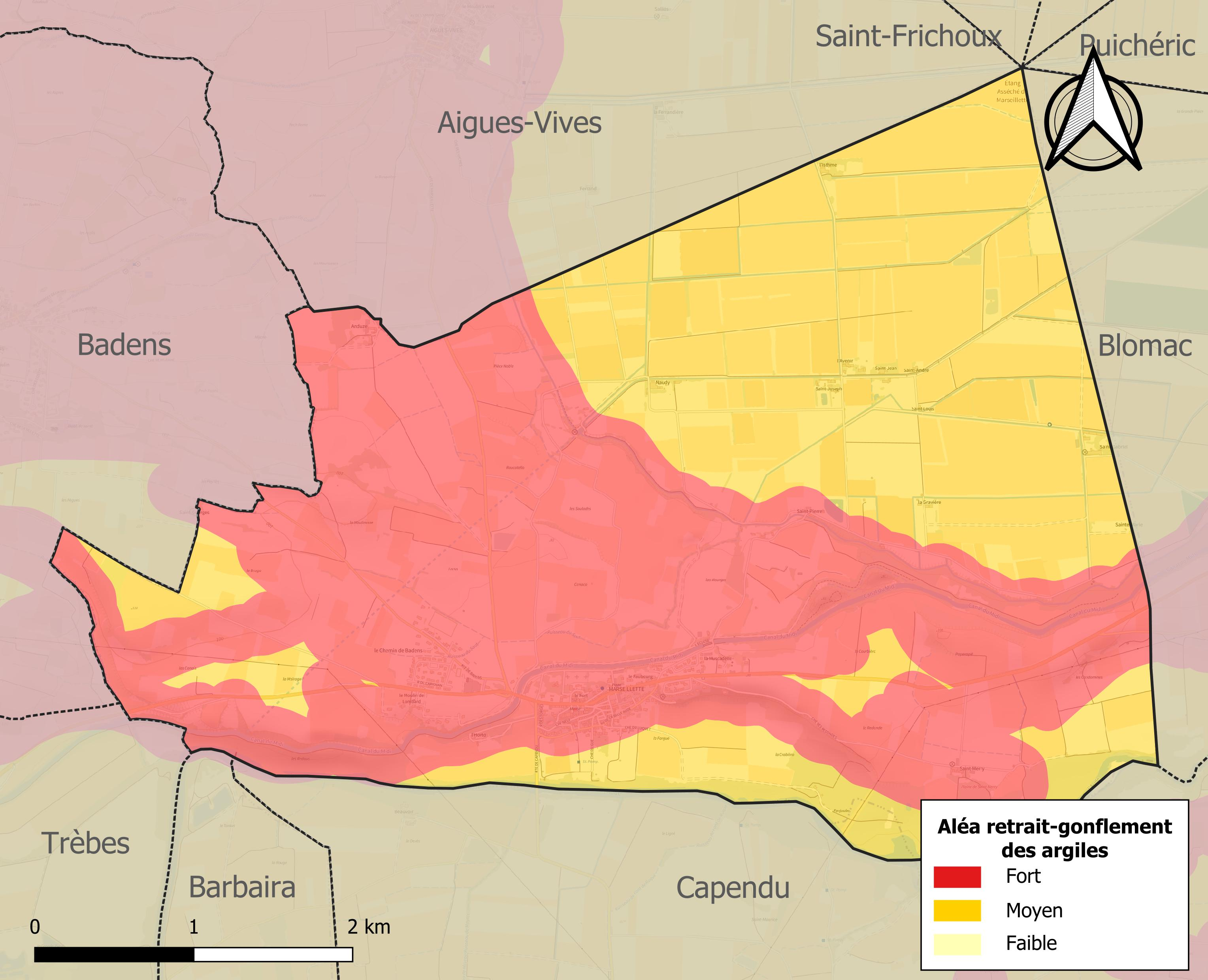
Carte des zones d'aléa retrait-gonflement des sols argileux de Marseillette.

Le retrait-gonflement des sols argileux est susceptible d'engendrer des dommages importants aux bâtiments en cas d’alternance de périodes de sécheresse et de pluie. La totalité de la commune est en aléa moyen ou fort (75,2 % au niveau départemental et 48,5 % au niveau national). Sur les 410 bâtiments dénombrés sur la commune en 2019, 410 sont en aléa moyen ou fort, soit 100 %, à comparer aux 94 % au niveau départemental et 54 % au niveau national. Une cartographie de l'exposition du territoire national au retrait gonflement des sols argileux est disponible sur le site du BRGM,.

#### Risques technologiques
Le risque de transport de matières dangereuses sur la commune est lié à sa traversée par une route à fort trafic. Un accident se produisant sur une telle infrastructure est en effet susceptible d’avoir des effets graves au bâti ou aux personnes jusqu’à 350 m, selon la nature du matériau transporté. Des dispositions d’urbanisme peuvent être préconisées en conséquence.
La commune est en outre située en aval des barrages de Matemale et de Puyvalador, deux ouvrages de classe A, situés dans le département des Pyrénées-Orientales. À ce titre elle est susceptible d’être touchée par l’onde de submersion consécutive à la rupture d'un de ces ouvrages.

## Démographie
L'évolution du nombre d'habitants est connue à travers les recensements de la population effectués dans la commune depuis 1793. Pour les communes de moins de 10 000 habitants, une enquête de recensement portant sur toute la population est réalisée tous les cinq ans, les populations de référence des années intermédiaires étant quant à elles estimées par interpolation ou extrapolation. Pour la commune, le premier recensement exhaustif entrant dans le cadre du nouveau dispositif a été réalisé en 2004.

En 2022, la commune comptait 706 habitants, en évolution de −1,81 % par rapport à 2016 (Aude : +2,65 %, France hors Mayotte : +2,11 %).
| 1793 | 1800 | 1806 | 1821 | 1831 | 1836 | 1841 | 1846 | 1851 |
| ---- | ---- | ---- | ---- | ---- | ---- | ---- | ---- | ---- |
| 234  | 243  | 253  | 342  | 405  | 479  | 449  | 439  | 523  |

| 1856 | 1861 | 1866 | 1872 | 1876 | 1881 | 1886 | 1891 | 1896 |
| ---- | ---- | ---- | ---- | ---- | ---- | ---- | ---- | ---- |
| 442  | 415  | 461  | 461  | 487  | 583  | 569  | 630  | 768  |

| 1901 | 1906 | 1911 | 1921 | 1926 | 1931 | 1936 | 1946 | 1954 |
| ---- | ---- | ---- | ---- | ---- | ---- | ---- | ---- | ---- |
| 817  | 840  | 787  | 789  | 906  | 974  | 864  | 806  | 770  |

| 1962 | 1968 | 1975 | 1982 | 1990 | 1999 | 2004 | 2006 | 2009 |
| ---- | ---- | ---- | ---- | ---- | ---- | ---- | ---- | ---- |
| 775  | 748  | 647  | 606  | 645  | 678  | 719  | 714  | 682  |

| 2014 | 2019 | 2022 | - | - | - | - | - | - |
| ---- | ---- | ---- | - | - | - | - | - | - |
| 715  | 703  | 706  | - | - | - | - | - | - |

## Économie

### Revenus
En 2018  (données Insee publiées en septembre 2021), la commune compte 314 ménages fiscaux, regroupant 659 personnes. La médiane du revenu disponible par unité de consommation est de 18 440 € (19 240 € dans le département).

### Emploi
| Division       | 2008   | 2013   | 2018   |
| -------------- | ------ | ------ | ------ |
| Commune        | 10,9 % | 8,5 %  | 9,5 %  |
| Département    | 10,2 % | 12,8 % | 12,6 % |
| France entière | 8,3 %  | 10 %   | 10 %   |

En 2018, la population âgée de 15 à 64 ans s'élève à 422 personnes, parmi lesquelles on compte 72,3 % d'actifs (62,8 % ayant un emploi et 9,5 % de chômeurs) et 27,7 % d'inactifs,. En  2018, le taux de chômage communal (au sens du recensement) des 15-64 ans est inférieur à celui de la France et du département, alors qu'en 2008 la situation était inverse.
La commune fait partie de la couronne de l'aire d'attraction de Carcassonne, du fait qu'au moins 15 % des actifs travaillent dans le pôle,. Elle compte 92 emplois en 2018, contre 105 en 2013 et 113 en 2008. Le nombre d'actifs ayant un emploi résidant dans la commune est de 272, soit un indicateur de concentration d'emploi de 33,7 % et un taux d'activité parmi les 15 ans ou plus de 52,1 %.
Sur ces 272 actifs de 15 ans ou plus ayant un emploi, 67 travaillent dans la commune, soit 25 % des habitants. Pour se rendre au travail, 90,7 % des habitants utilisent un véhicule personnel ou de fonction à quatre roues, 1,5 % les transports en commun, 4,5 % s'y rendent en deux-roues, à vélo ou à pied et 3,3 % n'ont pas besoin de transport (travail au domicile).

### Activités hors agriculture

#### Secteurs d'activités
41 établissements sont implantés  à Marseillette au 31 décembre 2019. Le tableau ci-dessous en détaille le nombre par secteur d'activité et compare les ratios avec ceux du département,.
| Secteur d'activité                                                                                        | Commune | Commune | Département |
| Secteur d'activité                                                                                        | Nombre  | %       | %           |
| --- | ------- | ------- | ----------- |
| Ensemble                                                                                                  | 41      |         |             |
| Industrie manufacturière, industries extractives et autres                                                | 3       | 7,3 %   | (8,8 %)     |
| Construction                                                                                              | 5       | 12,2 %  | (14 %)      |
| Commerce de gros et de détail, transports, hébergement et restauration                                    | 14      | 34,1 %  | (32,3 %)    |
| Information et communication                                                                              | 3       | 7,3 %   | (1,6 %)     |
| Activités immobilières                                                                                    | 1       | 2,4 %   | (5,2 %)     |
| Activités spécialisées, scientifiques et techniques et activités de services administratifs et de soutien | 6       | 14,6 %  | (13,3 %)    |
| Administration publique, enseignement, santé humaine et action sociale                                    | 6       | 14,6 %  | (13,2 %)    |
| Autres activités de services                                                                              | 3       | 7,3 %   | (8,8 %)     |

Le secteur 1 est prépondérant sur la commune puisqu'il représente 34,1 % du nombre total d'établissements de la commune (14 sur les 41 entreprises implantées  à Marseillette), contre 32,3 % au niveau départemental.

#### Entreprises
Viticulture : vin des Coteaux-de-miramont (VDP), Minervois (AOC).
Dans la zone de l'étang asséché de Marseillette, sont présents des vergers de pommiers et des rizières, faisant de la commune celle qui produit le plus de riz au XXIe siècle dans le département de l'Aude.
Marseillette possède de nombreuses usines dont « La minervoise », spécialisée dans la fabrication de scellement chimique.

### Agriculture
La commune est dans la « Région viticole » de l'Aude, une petite région agricole occupant une grande partie centrale du département, également dénommée localement « Corbeilles Minervois et Carcasses-Limouxin ». En 2020, l'orientation technico-économique de l'agriculture  sur la commune est la viticulture.
|               | 1988 | 2000 | 2010 | 2020 |
| ------------- | ---- | ---- | ---- | ---- |
| Exploitations | 65   | 51   | 28   | 29   |
| SAU (ha)      | 942  | 753  | 619  | 557  |

Le nombre d'exploitations agricoles en activité et ayant leur siège dans la commune est passé de 65 lors du recensement agricole de 1988  à 51 en 2000 puis à 28 en 2010 et enfin à 29 en 2020, soit une baisse de 55 % en 32 ans. Le même mouvement est observé à l'échelle du département qui a perdu pendant cette période 60 % de ses exploitations,. La surface agricole utilisée sur la commune a également diminué, passant de 942 ha en 1988 à 557 ha en 2020. Parallèlement la surface agricole utilisée moyenne par exploitation a augmenté, passant de 14 à 19 ha.

## Culture locale et patrimoine

### Lieux et monuments
- La Tour de l'Horloge domine le village. Au XIXe siècle, la tour était une tour du télégraphe Chappe[36].
- Église Saint-André de Marseillette. L'édifice est référencé dans la base Mérimée et à l'Inventaire général Région Occitanie[37].

### Personnalités liées à la commune
- Clément Combes (1839-1922), archevêque de Carthage et archevêque d’Alger.
- Olivia Ruiz (de son vrai nom Olivia Blanc), née en 1980 à Carcassonne, chanteuse.

### Héraldique
| Blason de Marseillette | Blason  | D'or chaussé de sinople.                         |
| Blason de Marseillette | Détails | Le statut officiel du blason reste à déterminer. |